# ريتشر (مسلسل)
ريتشر (بالإنجليزية: Reacher)‏ ريتشر هو مسلسل جريمة وإثارة أمريكي من تطوير نيك سانتورا لصالح أمازون برايم فيديو. وهو مقتبس من سلسلة كتب جاك ريتشر للكاتب لي تشايلد، ويشارك في بطولته آلان ريتشسون في دور الشخصية الرئيسية جاك ريتشر، وهو [شرطة عسكرية|رائد شرطة]] سابق في الجيش الأمريكي يتمتع بقوة وذكاء وقدرات استثنائية. أثناء رحلاته، يلتقي ريتشر بمجرمين خطرين ويقاتلهم.
استند الموسم الأول من ريتشر على طابق مخصص للقتل، وهي رواية تشايلد الأولى من عام 1997، وتم إصداره في 4 فبراير 2022. بدأ الموسم الثاني، المستند إلى سوء الحظ والمتاعب (2007) في 15 ديسمبر 2023، وانتهى في 19 يناير 2024. ومن المقرر عرض الموسم الثالث، المستند إلى رواية مُقنع (2003) في 20 فبراير 2025. تم تجديد المسلسل لموسم رابع.
هو مسلسل جريمة إثارة أمريكي من بطولة آلان ريتشسون، مالكولم جودوين، ويللا فيتزجيرالد وبروس ماكجيل. عرض المسلسل على منصة برايم فيديو في 4 فبراير 2022.

## القصة
جاك ريتشر هو رائد سابق في الشرطة العسكرية بالجيش الأمريكي يتمتع بخبرة واسعة في التحقيق والقتال ويعيش الآن متنقلاً في الشوارع ، ويسافر من مدينة إلى أخرى في الولايات المتحدة.
في الموسم الأول، أثناء زيارته لمدينة مارغريف الريفية (الخيالية) في جورجيا، تم القبض عليه بتهمة القتل. بعد إطلاق سراحه يتعاون مع اثنين من ضباط الشرطة ، أوسكار فينلي وروسكو كونكلين، للتحقيق في مؤامرة محلية تشمل رجال قانون فاسدين وسياسيين ورجل أعمال ثري وابنه.
في الموسم الثاني، يتم الاتصال بـريتشر من قبل عضو سابق في وحدة الشرطة العسكرية من مدينة نيويورك عندما يُقتل أحدهم في ظروف غامضة. يعيد تجميع فريقه القديم للعثور على القتلة والانتقام لصديقهم.

### المواسم
| الموسم | الحلقات | الحلقات | الأصلي         | الأصلي        |
| الموسم | الحلقات | الحلقات | الأول          | الأخير        |
| ------ | ------- | ------- | -------------- | ------------- |
| 1      | 8       | 8       | 4 فبراير 2022  | start         |
| 2      | 8       | 8       | 15 ديسمبر 2023 | 19 يناير 2024 |
| 3      | 8       | 8       | 20 فبراير 2023 | 27 مارس 2025  |

## الشخصيات

### الشخصيات الرئيسة
- آلان ريتشسون بدور جاك ريتشر
- مالكولم جودوين بدور اوسكار فينلي (موسم 1; ضيف موسم 2)
- ويللا فيتزجيرالد بدور الضابطة روسكن كونكلن (موسم 1)
- Chris Webster بدور KJ Kliner (موسم 1)
- بروس ماكجيل بدور Mayor Grover Teale (موسم 1)
- Maria Sten بدور Frances Neagley
- سيريندا سوان بدور Karla Dixon (موسم 2)
- شون سايبوس بدور David O'Donnell (موسم 2)
- فرديناند كينغسلي بدور A.M. (موسم 2)
- روبرت باتريك بدور Shane Langston (موسم 2)

## وصلات خارجية
- ريتشر على موقع IMDb (الإنجليزية)
- ريتشر على موقع ميتاكريتيك (الإنجليزية)
- ريتشر على موقع روتن توميتوز (الإنجليزية)
- ريتشر على موقع فيلمافينيتي (الإسبانية)
- ريتشر على موقع كينوبويسك (الروسية)
- ريتشر على موقع ألو سيني (الفرنسية)
- ريتشر على موقع قاعدة بيانات الفيلم (الإنجليزية)